# Magnolia villosa
Magnolia villosa là một loài thực vật có hoa trong họ Magnoliaceae. Loài này được (Miq.) H.Keng mô tả khoa học đầu tiên năm 1978.